# سیارک ۵۰۳۸
سیارک ۵۰۳۸ (به انگلیسی: 5038 Overbeek، نامگذاری:1948KF) پنج هزار و سی و هشتمین سیارک کشف شده‌است که در ۳۱ مه ۱۹۴۸ کشف شد.
قدر مطلق سیارک برابر ۱۴٫۱۰ است.